# Хардести (Оклахома)
Хардести (енгл. Hardesty) град је у америчкој савезној држави Оклахома.

## Демографија
По попису из 2010. године број становника је 212, што је 65 (-23,5%) становника мање него 2000. године.
| Група             | 2000.       | 2010.       |
| Белци             | 192 (69,3%) | 108 (50,9%) |
| Афроамериканци    | 0 (0,0%)    | 3 (1,4%)    |
| Азијати           | 0 (0,0%)    | 3 (1,4%)    |
| Хиспаноамериканци | 77 (27,8%)  | 94 (44,3%)  |
| Укупно            | 277         | 212         |